# Edmund Simon Lorenz
Edmund Simon Lorenz, född 1854, död 1942, pastor, rektor, musikförläggare och tonsättare från USA.

## Sånger
- Hur ljuvligt namnet Jesus är
- Låt oss förena oss i sång
- Är du trött av livets hårda strider
- Jag är främling, jag är en pilgrim